# Lavassaare
Lavassaare è un ex comune dell'Estonia situato nella contea di Pärnumaa, nell'Estonia meridionale; classificato come rurale, corrispondeva interamente a quello della cittadina (in estone alev), formando un alevvald.
Nel 2013 è stato accorpato al comune di Audru.